# Bäckmyrtjärnen (Arjeplogs socken, Lappland)
Bäckmyrtjärnen är en sjö i Arjeplogs kommun i Lappland och ingår i Skellefteälvens huvudavrinningsområde. Sjön har en area på 0,0968 kvadratkilometer och ligger 480 meter över havet.

## Delavrinningsområde
Bäckmyrtjärnen ingår i det delavrinningsområde (730952-160885) som SMHI kallar för Ovan 730680-160505. Medelhöjden är 523 meter över havet och ytan är 48,24 kvadratkilometer. Räknas de 2 avrinningsområdena uppströms in blir den ackumulerade arean 63,87 kvadratkilometer. Båtsabäcken som avvattnar avrinningsområdet har biflödesordning 2, vilket innebär att vattnet flödar genom totalt 2 vattendrag innan det når havet efter 235 kilometer. Avrinningsområdet består mestadels av skog (84 procent). Avrinningsområdet har 2,11 kvadratkilometer vattenytor vilket ger det en sjöprocent på 4,4 procent.